# Iphigeneia

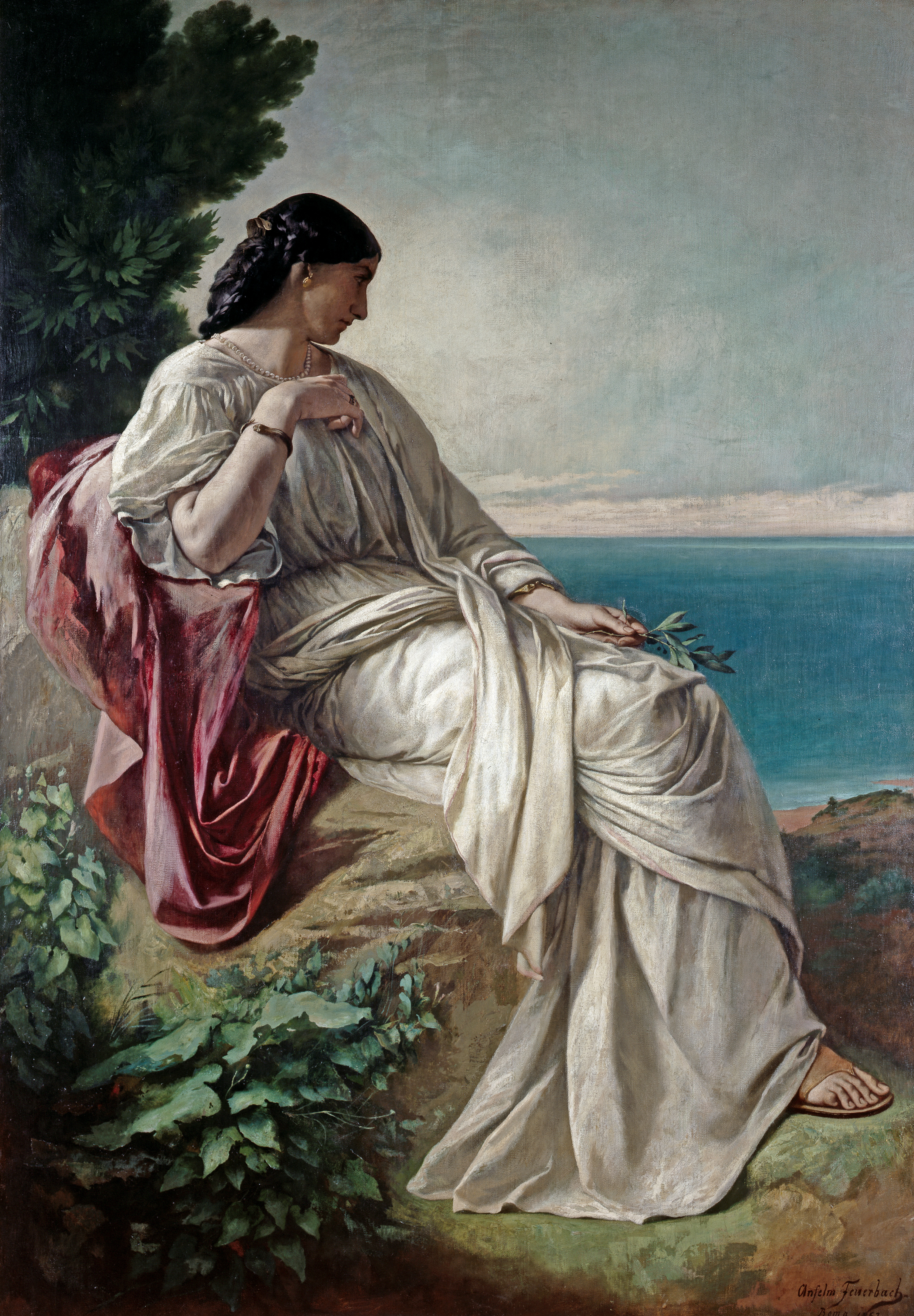
Iphigeneia Anselm Feuerbach festményén

Iphigeneia (magyarosan olykor Iphigénia, esetleg Ifigénia) Agamemnón és Klütaimnésztra lánya a görög mitológiában (azon belül a mükénéi mondakörben), akit apja a sértett Artemisz istennő kiengesztelése érdekében feláldoz. Azzal a csellel hívják a lányt édesanyjával együtt a táborba, hogy Akhilleusz feleségül veszi, még a harcba indulás előtt. A királylány nem válik a haragos istennő bosszújának tárgyává, mert a vadászat istennője elragadja a halál elől. Tauriszba viszi, ahol a papnője lesz. Tauriszból öccse, Oresztész szabadítja ki.
Az Iphigeneia Artemisz mellékneve is volt, és egyes helyeken az istennőt ezen a néven ismerték.

## Alakja a művészetben
- Alakját az ókori görög tragédiák nagy szerzője, Euripidész, két színdarabban is megörökítette:
  - Iphigenia a tauruszok között (ennek cselekménye jól ismert Goethe Nachdichtungjából)
  - Iphigenia Auliszban (406-ból): ez a mű Makedóniában készült, de csak Euripidész halála után került elő. Tárgyát Jean Racine dolgozta fel.

- Iphigénia Tauriszban Christoph Willibald Gluck négyfelvonásos operája. Szövegkönyvét Guymond de la Touche azonos című drámája nyomán Nicolas François Guillard írta.